# Sotaquirá
Sotaquirá è un comune della Colombia facente parte del dipartimento di Boyacá.
Il centro abitato venne fondato dal frate Arturo Cabeza de Vaca.